# Ln (Unix)
ln é um comando unix/linux usado para criar uma ligação (atalho ou link simbólico como é mais conhecido) entre arquivos do sistema de arquivos. As ligações permitem que um mais de um arquivo refira à mesma área de armazenamento. Diferem-se em ligações simbólicas (indicam um caminho simbólico (abstrato) para o outro artigo) e ligações rígidas (indicam um caminho específico do dispositivo físico de armazenamento). Enquanto as ligações simbólicas não são atualizadas quando a origem é movida ou removida, as ligações rígidas tomam conhecimento de tais ações e são atualizadas.

## Exemplo
O comando abaixo cria no diretório "Desktop" a ligação simbólica "kedit", do aplicativo localizado em "/usr/bin/kedit".
```
 ln -s /usr/bin/kedit ~/Desktop/kedit
```